# Схематизм (интерлингвистика)
Схемати́зм — направление в лингвопроектировании, признающее за апостериорным международным искусственным языком, собственные (то есть в значительной степени априорные) правила и закономерности — в первую очередь, относящиеся к словообразованию (деривации). Диагостическим признаком схематических языков является автономное словообразование, даже если все используемые морфемы взяты без изменений из естественных языков. Первое подобное определение принадлежит Луи Кутюра:
«Международный язык должен быть автономен в своем словообразовании. Выбрав по возможности удачнее свои элементы из запаса наших языков, он должен быть в состоянии свободно сочетать их согласно своим собственным правилам, заботясь строго сохранять их форму и смысл неизменными. Только при этом условии искусственный язык может стать настоящим языком.., а не быть только простым подражанием, слепком с наших языков: в последнем случае он был бы так же труден, как и они, и требовал бы предварительного знакомства с ними»
Схематизм — исторически приоритетный (начиная с Carpophorophilus, 1732 г.) и доминирующий для апостериорных лингвопроектов принцип (волапюк, эсперанто, идо), в новейшее время потеснённый натурализмом (окциденталь, интерлингва-ИАЛА). Внутри схематических языков можно провести различие между:
- гиперсхематическими языками, допускающими использование некоторого количества априорных морфем, причем регулярно сочетающими в слове апостериорный корень и априорное окончание (эсп. grand-a dom-o)
- гипосхематическими языками, использующими только апостериорные морфемы (идиом-неутр. dom grand), но, в отличие от натуралистических языков, сочетающими их по собственным правилам.